# Manoir de la Faverie
Le Manoir de la Faverie est un manoir situé à Beaumont-Pied-de-Bœuf, dans le département français de la Sarthe.

## Historique
L'édifice est inscrit au titre des monuments historiques le 6 janvier 1926.